# Гостушка река
Гостушка река је једна од многобројних река у југоисточној Србији. Она у ширем смислу припада сливу реке Височице (Темштице), а у најширем смислу припада сливу реке Нишаве, односно Јужне Мораве, затим Велике Мораве, па самим тим и црноморском сливу.  Административно припада Граду Пироту у Пиротском округу.

## Географске одлике
Гостушка река извире као Јовановачка река на надморској висини од 1.358 метара, испод Белана (1.576 m н.в), да би се назив тока променио низводно од села Гостуше, у оштини Пирот, по коме је други део реке и добио име.

### Слив
Слив Гостушке реке је издужен у правцу север — југ, а њене притоке су бројне, кратке и углавном периодичне.
Густина речне мреже износи 1,38 km/km². Пад речног тока Гостушке реке је велики и износи у просеку 92,06 m/km.
Око 1,5 km узводно од села Гостуша дно речне долина се сужава јер се река пробија кроз карбонатне стене. 

### Ушће
Гостушка река се улива у Завојско језеро на око 604 m н.в, или у зависности од нивоа воде у језеру, на нижој или вишој надморској висини.

### Вегетација
У горњем току долинске стране Гостушке реке, непосредно уз речно корито, покривене су шумом, нарочито њена десна страна.